# Georg Joseph Kamel
Georg Joseph Kamel (ur. 21 kwietnia 1661 w Brnie, zm. 2 maja 1706 w Manili) – czeski botanik i jezuita, znany z pierwszego opisu filipińskiej fauny i flory. Był również jednym z pierwszych którzy próbowali znaleźć zastosowanie dla rosnącej wiedzy medycznej w celu zwalczania chorób. Nazwa kamelii pochodzi od jego nazwiska.
Kamel pochodził z Moraw, będących wówczas częścią imperium Habsburgów. Wiadomo że uczęszczał do jezuickiego kolegium w Brnie, gdzie poszerzał swoją wiedzę na temat botaniki i farmacji. W 1682 roku wstąpił do zakonu jezuitów jako świecki członek. Mimo że często pisze się o nim jako "Ojcu", nie jest pewne czy kiedykolwiek przyjął święcenia kapłańskie. W 1683 roku został wysłany jako misjonarz na Mariany. Na Filipiny przeniósł się w 1688 roku. Oprócz działalności misjonarskiej zajmował się badaniem, opisywaniem i klasyfikowaniem miejscowych gatunków roślin i zwierząt. Starał się również znaleźć zastosowanie miejscowych roślin do tworzenia leków. W Manili otworzył pierwszą aptekę na terenie archipelagu, znaną z tego że udostępniała ona lekarstwa ubogim za darmo. Jego zainteresowanie problemami biedoty sprawiło iż stał się wśród niej bardzo popularny.
Od momentu przybycia na archipelag, Kamel rozpoczął kolekcjonowanie i opisywanie filipińskiej flory. Starał się również informować o swoich badaniach europejskich uczonych, na przykład w 1688 roku wysłał część swoich prac do Anglii. Dzięki współpracy z innymi europejskimi lekarzami i farmaceutami stał się znany w tym środowisku. Korespondował między innymi z Jamesem Petiverem i Johnem Rayem, któremu w 1698 roku wysłał trzy części swojego Herbarum Philippinarum. W 1699 roku wysłał Rayowi jeszcze jedną ze swoich prac, która ukazała się później jako uzupełnienie do publikacji angielskiego uczonego. Herbarum Philippinarum to najważniejsza i najbardziej znana praca Kamela. Część tego dzieła została opublikowana nawet w prestiżowym Philosophical Transactions of the Royal Society. To właśnie na pracach Kamela opierał się James Petiver, pisząc artykuł De Igasur seu Nox Vomica Legitima Serapionis, dotyczący tej rośliny, który ukazał się później w Philosophical Transactions of the Royal Society. Działa Kamela dotyczące filipińskich nazw miejscowych roślin były znane także Linneuszowi.
Kamel nie interesował się jednak tylko roślinami. Napisał wiele prac poświęconych filipińskim ptakom, rybom, koralowcom i skorupiakom. Wiele z tych opisów ukazało się później w pracy pod tytułem de Monstris et Monstruosis. Kamel jako pierwszy uczony na świecie opisał Strychnos ignatii, roślinę wykorzystywaną do uzyskiwania strychniny. Kamel był znany ze swojego sceptycyzmu i zaufania do wyników badań. Odrzucał na przykład popularną wówczas teorię samorództwa.
Kamel zmarł 2 maja 1706 roku w kolegium Świętego Ignacego w dzielnicy Intramuros w Manili. Miał wówczas 45 lat. Prawdopodobnie przyczyną śmierci była dyzenteria. Został pochowany w kościele Świętego Ignacego. Kościół ten nie zachował się do czasów współczesnych, popadł bowiem w ruinę po tym jak w 1768 roku jezuici zostali wygnani z archipelagu. Obecnie w miejscu tym znajduje się University of the City of Manila.

## Ważniejsze prace
Wiele wyników badań przeprowadzonych przez Kamela nigdy nie zostały opublikowane. Znaczna część rękopisów znajduje się obecne w British Museum w Londynie. 360 szkiców jego autorstwa, przedstawiających zioła, zwierzęta i minerały, znajduje się w archiwum Uniwersytety w Leuven. Kopie niektórych z jego prac znajdują się w Brnie. Do najważniejszych publikacji Kamela zalicza się:
- Herbarium aliarumque stirpium in insula Luzone Pilippinarum primaria nascentium Syllabus- pierwsza praca w historii poświęcona filipińskiej florze
- Hortus indicus
- de Monstris et Monstruosis
- Descriptiones fructicum et arborum Luzonis…
- Observationes de Avibus Philippensibus- pierwsza praca w historii poświęcona filipińskim ptakom